# Рис Норрінгтон-Дейвіс
Рис Норрінгтон-Дейвіс (англ. Rhys Norrington-Davies, нар. 22 квітня 1999, Ер-Ріяд) — валлійський футболіст, захисник англійського клубу «Шеффілд Юнайтед».
Виступав, зокрема, за клуби «Барроу» та «Лутон Таун», а також національну збірну Уельсу.

## Клубна кар'єра
Народився 22 квітня 1999 року в місті Ер-Ріяд. Вихованець юнацьких команд футбольних клубів «Аберіствіт Таун», «Свонсі Сіті» та «Шеффілд Юнайтед».
Так і не дебютувавши за «Шеффілд Юнайтед», у вересні 2018 року приєднався до «Барроу» на правах одномісячної оренди, яка пізніше була продовжена до кінця сезону. 
В липні 2019 року був орендований клубом «Рочдейл», у складі якого провів наступний рік своєї кар'єри гравця. Граючи у складі «Рочдейла» також здебільшого виходив на поле в основному складі команди.
З вересня 2020 року один сезон захищав кольори клубу «Лутон Таун». 12 січня 2021 року він був відкликаний до складу «Шеффілд Юнайтед», після здійснення 22 виступів у всіх змаганнях і того ж дня був до кінця сезону орендований «Сток Сіті». 

## Виступи за збірні
2017 року дебютував у складі юнацької збірної Уельсу (U-19), загалом на юнацькому рівні взяв участь у 3 іграх.
Протягом 2017–2019 років залучався до складу молодіжної збірної Уельсу. На молодіжному рівні зіграв у 14 офіційних матчах.
2020 року дебютував в офіційних матчах у складі національної збірної Уельсу.
У травні 2021 Риса було включено до заявки збірної на чемпіонат Європи 2020.
| Дата       | Місто         | Господарі | Результат | Гості     | Турнір                               | Голи | Примітки |
| ---------- | ------------- | --------- | --------- | --------- | ------------------------------------ | ---- | -------- |
| 14-10-2020 | Софія (місто) | Болгарія  | 0 – 1     | Уельс     | Ліга націй УЄФА 2020-2021 - 1-й етап | -    |          |
| 15-11-2020 | Кардіфф       | Уельс     | 1 – 0     | Ірландія  | Ліга націй УЄФА 2020-2021 - 1-й етап | -    | 62'      |
| 18-11-2020 | Кардіфф       | Уельс     | 3 – 1     | Фінляндія | Ліга націй УЄФА 2020-2021 - 1-й етап | -    |          |
| 27-3-2021  | Кардіфф       | Уельс     | 1 – 0     | Мексика   | товариський матч                     | -    |          |
| Усього     |               | Матчів    | 4         |           | Голів                                | 0    |          |